# Lehrverband Genie/Rettung/ABC
Der Lehrverband Genie/Rettung/ABC (LVb G/Rttg/ABC) ist ein Grosser Verband der Schweizer Armee, der die Grundausbildung der Genie-, Rettungs- und ABC Abwehrtruppen der Schweizer Armee sicherstellt und die ihm unterstellten Einsatzverbände führt. Neben der Ausbildungskompetenz in den Bereichen Genie, Rettung und ABC Abwehr trägt der Lehrverband Genie/Rettung/ABC die Verantwortung für das Sprengwesen, die Schifffahrt und das Tauchen der Armee. Der LVb G/Rttg/ABC wird durch Brigadier Niels Blatter geführt.

## Geschichte
Im Rahmen der Weiterentwicklung der Armee wurde 2018 der ehemalige LVb Genie/Rettung um das in Spiez stationierte Kompetenzzentrum ABC-KAMIR (Komp Zen ABC) und das in Magglingen stationierte Kompetenzzentrum Sport der Armee (Komp Zen Sport A) erweitert.

## Organisation
Dem LVb G/Rttg/ABC sind unterstellt:

### Genieschule 73 (G S 73)
Die G S 73 ist verantwortlich für die Grund- und Fachdienstausbildung aller Geniefunktionen. Sie bildet in jährlich zwei Rekrutenschulen (G RS 73) und zwei Unteroffiziersschulen (G UOS 73) Soldaten und Unteroffiziere der Genietruppen aus. Die Schule ist auf dem Waffenplatz Brugg stationiert.

### Einsatz- und Ausbildungskommando Genie/Rettung 74 (Ei + Ausb Kdo G/Rttg 74)
Das Ei + Ausb Kdo G/Rttg 74 besteht aus der G/Rttg/ABC Offiziersschule (G/Rttg/ABC OS), dem Katastrophenhilfe-Bereitschaftsbataillon (Kata Hi Ber Bat) und den Armeetauchern. Es ist auf dem Waffenplatz Bremgarten AG stationiert.

### Rettungsschule 75 (Rttg S 75)
Analog der G S 73 ist die Rttg S 75 verantwortlich für die Grund- und Fachdienstausbildung aller Rettungsfunktionen. In jährlich zwei Rekrutenschulen (Rttg RS 75) und zwei Unteroffiziersschulen (Rttg UOS 75) bildet sie Soldaten und Unteroffiziere der Rettungstruppen aus. Sie ist auf dem Waffenplatz Wangen an der Aare/Wiedlisbach stationiert.

### Ausbildungszentrum der Rettungstruppen 76 (AZR 76)
Das AZR 76 bildet in verschiedenen Lehrgängen und Kursen Kommandanten und Stabsoffiziere der Rettungstruppen aus. Es unterstützt zudem die Rettungsbataillone während ihrer Dienstleistungen. Das AZR 76 ist in Genf stationiert.

### Kompetenzzentrum ABC KAMIR (Komp Zen ABC KAMIR)
Das Komp Zen ABC-KAMIR verantwortet die ABC-Abwehr der Schweizer Armee. Ihm sind die ABC Abwehr-Schule 77 (ABC Abw S 77) mit der Rekrutenschule (ABC Abw RS 77) und Unteroffiziersschule (ABC Abw UOS 77) zur Ausbildung der Soldaten und Unteroffiziere der ABC-Abwehrtruppen sowie die Einsatzverbände der ABC Abwehr - das ABC Abwehrbataillon 10 (ABC Abw Bat 10), das ABC Abwehrbataillon 20 sowie das ABC Bereitschaftsdetachement (ABC Ber Det) - unterstellt. Weiter ist dem Kompetenzzentrum ABC-KAMIR das Kommando KAMIR unterstellt. Das Komp Zen ABC KAMIR ist in Spiez stationiert.

### Kompetenzzentrum Sport der Armee (Komp Zen Sport A)
Das Komp Zen Sport A Magglingen ist die Doktrinstelle für den Sport in der Armee und beschäftigt sich primär mit den drei Bereichen Spitzensportförderung der Armee, Sportausbildung der Armee sowie der Beteiligung der Schweizer Armee im Rahmen des Conseil International du Sport Militär (CISM). Es bildet in der Spitzensport-Rekrutenschule 79 (Spi Spo RS 79) entsprechend qualifizierte Sportler zu Sportsoldaten aus.

## Kommandanten
| Funktionsjahre | Rang | Name                   | Bemerkung                                                                            |
| -------------- | ---- | ---------------------- | ------------------------------------------------------------------------------------ |
| 2004–2007      | Div  | Ulrich Jeanloz         | Pensionierung                                                                        |
| 2008–2013      | Br   | Jacques Rüdin          | Br Rüdin wurde Chef Heeresstab                                                       |
| 2014–2016      | Br   | Peter Candidus Stocker | Br Stocker wurde Kdt der MILAK                                                       |
| 2017–2021      | Br   | Stefan Christen        | Br Christen wurde Stv Kdt des Kdo Op unter gleichzeitiger Beförderung zum Divisionär |
| 2022–          | Br   | Niels Blatter          |                                                                                      |